# Кендрик, Дороти
Дороти Кендрик Перси (англ. Dorothy Kendrick Pearcy; урождённая Ольга Дороти Кендрик, Olga Dorothy Kendrick; 17 июля 1906, Даллас, Техас, США — 20 июня 1993, там же) — американская пианистка и музыкальный педагог.

## Биография
Дороти Кендрик Перси родилась 17 июля 1906 года в Далласе штата Техаса, США. Дочь Томаса Белла Кендрика (1870—1918), преподавателя латыни, и Антонии Кендрик (урождённая Крейса, 1872—1955), одной из основательниц Далласского женского форума. 
Дороти Кендрик училась в Чикагском музыкальном колледже у Э. Дж. Коллинза и Рудольфа Ганца, начала выступать в 1921—1922 годах (в том числе в составе фортепианного дуэта со своей соученицей Аделаидой Андерсон). Затем продолжила образование в Берлине у Ксавера Шарвенки, в 17 лет дебютировала с Берлинским филармоническим оркестром, исполнив один из концертов своего учителя. Вернувшись в США, окончила Джульярдскую школу по классу Иосифа Левина. В 1927 году стала одной из победителей Наумбурговского конкурса молодых исполнителей. Преподавала в Нью-Йорке, была одной из основательниц женского клуба в Бронксвилле и его концертной программы.
В 1930 году вышла замуж за психиатра Фрэнка Перси (1895—1974), вместе с которым после Второй мировой войны перебралась в Даллас. Выступала с Далласским симфоническим оркестром, вела педагогическую работу (среди её учеников, в частности, Дэвид Голуб).
Дороти Кендрик Перси умерла 20 июня 1993 года в Далласе.